# Мицик Богдан Олегович
Богдан Олегович Мицик (нар. 8 березня 1998, Полтава, Україна) — український футболіст, захисник вірменського клубу «Ван».

## Життєпис
Богдан Мицик народився 8 березня 1998 року в Полтаві. З 2011 року займався в молодіжній академії місцевої «Ворскли», а з 2013 року — у донецького «Металурга».
У 2015 році підписав свій перший професіональний контракт з «металургами» й був заявлений на матчі УПЛ, але не встиг зіграти в складі першої команди донецького клубу жодного офіційного матчу, оскільки того ж року клуб було розформовано. Богдан разом з іншими гравцями молодіжного складу «Металурга» перейшов до кам'янської «Сталі». Дебютував у складі кам'янського клубу 16 липня 2017 року в переможному поєдинку Прем'єр-ліги проти луганської «Зорі».